# La Beata
La Beata är en ort i Mexiko.   Den ligger i kommunen Amealco de Bonfil och delstaten Querétaro Arteaga, i den centrala delen av landet, 150 km nordväst om huvudstaden Mexico City. La Beata ligger 2 379 meter över havet och antalet invånare är 272.
Terrängen runt La Beata är kuperad. Runt La Beata är det ganska tätbefolkat, med 78 invånare per kvadratkilometer. Närmaste större samhälle är Huimilpan, 7,8 km nordväst om La Beata. I omgivningarna runt La Beata växer huvudsakligen savannskog.